# Lésion gléno-labrale
Une lésion gléno-labrale (ou GLAD, de l'anglais : Glenolabral articular disruption) est une lésion articulaire du labrum antéro-inférieur de l'épaule.